# Orvar-Odd
Orvar-Odd (Pile-Odd, pilespids) er navnet på en vikingehelt i en af de islandske sagaer, skrevet af en ukendt forfatter.

## Odds fødsel
Grim Loddenkind, søn af høvdingen Ketil Hæng, var gift med Lofthøna, datter af hersen Harald i Viken. Grim og Lofthøna boede på gården Ravnista (i dag Ramstad i Namdalen). Da der kom budskab om Haralds død, gjorde Grim klar til afrejse for at se til sin kones arv i Viken. Hun tog også med, selv om hun var gravid. Men da de var nået til Berurjodr (i Rekefjord på Jæren), følte Lofthøna sig dårlig. De gik så i land og blev bedt ind til en mand, der hed Ingjald. Han og konen havde en søn ved navn Åsmund. Ingjald hentede Lofthøna med hest og vogn, og hun fik hjælp under fødselen af gårdens kvinder. Grim øsede vand over og kaldte ham Odd. Tre dage efter deres ankomst sagde Lofthøna, at hun godt ville videre. Ingjald bad om en gengave for sin gæstfrihed, og det syntes Grim var rimeligt. Ingjald foreslog at opfostre Grims nyfødte søn. Det skulle Lofthøna afgøre, og hun sagde straks ja. Odd blev efterladt hos folkene på Jæren, mens Grim og Lofthøna hentede hendes arv. På tilbagevejen spurgte Grim sin kone, om hun ikke ønskede at gense deres barn; men hun var lige så gerne fri, og parret sejlede nordpå igen.
Da Odd voksede op, blev han meget stærk og bedre end andre i diverse idrætter. Han og fosterbroren Åsmund brød sig ikke om at blote til guderne, men stolede på egne kræfter. Især mestrede Odd bueskydning og svømning. Sammen slagtede og flåede de Åsmunds buk, og lavede et enormt pilekogger af bukkeskindet. Det slæbte Odd med sig overalt.

## Vølvens spådom
Ingjald indbød en vølve til gården, og hun ankom med sit følge, 15 piger og 15 drenge. Ingjald gik hende imøde med gårdens mænd, og samme nat tilberedte hun sejden. Næste morgen lod Ingjald alle sine mænd tage plads på bænkene, og blev selv først spået. Vølven forsikrede ham, at han skulle bo på sin gård til sin alderdom, hædret og afholdt sine venner. Derefter gik Åsmund frem. Til ham sagde konen, at han ikke kom til at blive gammel, men en god mand og en kæmpe. Han satte sig igen, og de andre blev derefter spået. Siden fortalte hun dem, hvordan vinteren ville blive, og meget andet; men til sidst fik hun øje på noget på bænken. Det var et skindtæppe, der syntes at røre på sig. Da rejste Odd sig, for han var det, der havde ligget under skindet. Han sagde: "Det er rigtig nok, som du syntes, at det her er et menneske, og det er en mand, som vil, at du straks skal tie stille og holde kæft om mig og min skæbne; for jeg tror ikke på, hvad du siger." Odd holdt en kæp i hånden og sagde, at hun fik kæppen i næsen, hvis hun spåede ham. Det gjorde vølven nu alligevel: "Du skal bli meget ældre end andre mænd; for du skal leve i 300 år og fare fra land til land; men hvor du end kommer, skal du synes den største. Dit navn skal gå over hele verden; men aldrig skal du fare så langt, at du ikke skal dø her på Berurjodr. Der står en hest her i stalden, fakset og grå; Fakses hovedskal skal volde din død." Odd stødte rasende kæppen op i vølvens næse, så blodet flød. Hun ville straks fra stedet; hun havde aldrig oplevet magen. Ingjald bad hende om at blive i tre nætter og modtage hans bøder og gode gaver, og gaverne tog hun, men rejste sin vej.
Åsmund og Odd hentede Fakse og ledte ham til en lille dal, hvor de dræbte ham og smed ham i en grav, som de lagde store stene ovenpå. Dem dækkede de til med sand, til der stod en stor højr over den døde hest. Odd mente, at kun trolddom kunne få Fakse op igen. De gik hjem, og Odd bad Ingjald om et skib, for nu agtede han at forlade Jæren for godt. Åsmund ville han havde med på færden. Fosterfaren bad ham om at sende Åsmund tilbage; det var dog hans søn. Odd svarede, at Åsmund ikke kom tilbage før han selv gjorde det, som en straf, fordi Ingjald havde indbudt vølven, når Odd så nødigt ville det. Mange år senere kom Odd tilbage og opsøgte hestens gravsted for at gøre nar af spådommen. Men så snublede han over hestens hovedskal, og en slange krøb ud og bed Orvar-Odd, så han døde.